# Grzegorz Pankanin
Grzegorz Leon Pankanin (ur. 20 marca 1951 w Bydgoszczy) – polski elektronik, doktor habilitowany nauk technicznych. Specjalizuje się w aparaturze elektronicznej i metrologii. Profesor nadzwyczajny Wydziału Elektroniki i Technik Informacyjnych Politechniki Warszawskiej.

## Życiorys
Absolwent Wydziału Elektroniki i Technik Informacyjnych Politechniki Warszawskiej (1975). Doktorem został w 1984 na podstawie pracy zatytułowanej Metoda doboru parametrów przetwornika pierwszego stopnia w elektronicznym przepływomierzu wirowym, a w 2009 habilitował się, pisząc monografię pt. Przepływomierz wirowy – analiza zjawiska generacji wirów. Współczesne metody badań i wizualizacji ścieżki wirowej von Karmana. W latach 1996–2005 pełnił funkcję zastępcy dyrektora Instytutu Systemów Elektronicznych Politechniki Warszawskiej ds. naukowych. Od 1999 należy do Rady Wydziału Elektroniki i Technik Informacyjnych PW, natomiast od 1999 do 2005 zasiadał w Komisji Rady Wydziału ds. Badań Naukowych. Jest członkiem Instytutu Inżynierów Elektryków i Elektroników, od 1995 Sekretarzem Komisji Czujników Pomiarowych Komitetu Metrologii i Aparatury Naukowej Polskiej Akademii Nauk. Od 1986 przez cztery lata był przewodniczącym Sekcji Pomiarów Przepływu Polskiego Komitetu Pomiarów, Automatyki i Robotyki. Pracował także w Polskim Stowarzyszeniu Pomiarów Automatyki i Robotyki. Od 2008 należał do jego zarządu, a przez trzy wcześniejsze lata był wiceprzewodniczącym Komitetu Pomiarów. Jest także współzałożycielem Polskiego Towarzystwa Techniki Sensorowej.

## Działalność naukowa
Pankanin pisze prace badawcze z zakresu pomiarów przepływu, w tym, jako jedna z pierwszych osób w Polsce, metody wirowej pomiarów przepływu. Jest też twórcą polskiej terminologii w tejże dziedzinie. Zajmował się także rozwojem techniki pomiarów natężenia pola elektrycznego.
Swoje prace publikował w czasopismach, takich jak „Measurement science and technology” czy „Metrology and Measurement Systems".